# Polaciones
Polaciones es un municipio de la comunidad autónoma de Cantabria (España), en la comarca de Saja-Nansa. Está situado en el curso alto del río Nansa, en el extremo suroccidental de la región, a 104 kilómetros de Santander, la capital cántabra. Es el valle más alto de Cantabria. Es una zona agreste, con alturas que superan los 2000 m s. n. m. y el tercer pueblo más alto de Cantabria: Cotillos. Cuenta con amplios bosques vírgenes de hayas y robles, y variedad de arbustos, como las retamas o los arándanos. En ellos pueden encontrarse desde lobos hasta venados, cuya época de apareamiento, la berrea, sucede alrededor de septiembre.
Los purriegos, gentilicio aplicado a los habitantes del valle de Polaciones, se dedican en general a la ganadería, principalmente al vacuno de carne, aunque con el paso de los años el sector del turismo está incidiendo profundamente en esta zona.

## Historia
Los menhires de Sejos atestiguan la ocupación de la zona en la época de la Edad del Bronce. Ya en la Alta Edad Media, se considera que este territorio fue repoblado en los siglos VIII-IX, época de la que data el yacimiento del castro de Santa Eulalia. Precisamente es esta localidad la primera que aparece documentada, pues en 955 fue donada, junto con sus lugares y pertenencias, al monasterio de Piasca. En el Becerro de las Behetrías de Castilla (1351) ya se mencionan los lugares de Salceda, Santa Eulalia, Cotillos, Lombraña, Uznayo, Tresabuela y San Mamés dentro de la Merindad de Liébana y Pernía. Tenían dependencia eclesiástica, pero en la Baja Edad Media quedaron bajo el señorío de los Mendoza en Liébana y, por lo tanto, de los duques del Infantado, quienes nombraban al alcalde, salvo en los lugares de Cotillos, Salceda, San Mamés y Tresabuela, en los que conservaba tal competencia el obispo de Palencia, según el censo de Floridablanca. Se organizó como ayuntamiento constitucional durante el Trienio Liberal, habiendo pertenecido sucesivamente a los partidos judiciales de Puentenansa, Cabuérniga y San Vicente de la Barquera.

## Geografía
Se encuentra dentro de la comarca de Saja-Nansa, en el extremo suroccidental de la región, a 104 kilómetros de la capital regional. Tiene una superficie de 90 kilómetros cuadrados.
Polaciones es uno de los municipios más rústicos y aislados de Cantabria, conservando aún en gran medida la descripción que de él se hizo en el Diccionario de Madoz como una tierra rodeada de elevadas montañas con densos bosques vírgenes y tierras de labor en los declives y llanuras, con dos grandes sierras que lo recorren, Peña Labra de este a sur, incluido el extremo oeste de la sierra del Cordel, y Peña Sagra de norte a oeste. Todas ellas forman parte de la cordillera Cantábrica.
Limita al norte con Tudanca y Rionansa, al este con la Mancomunidad Campoo-Cabuérniga, al sur con la provincia de Palencia y Hermandad de Campoo de Suso y al oeste con Cabezón de Liébana y Pesaguero.

### Relieve
Es el valle más alto de Cantabria, superando algunas cimas los 2000 m s. n. m.:
- El Cuernón o Cornón de Peña Sagra (2047 m). En Polaciones se llama a esta montaña pico del Mediodía.
- Peña Labra (2018 m de altitud), a ella se accede sin excesiva dificultad desde la estación de esquí de Alto Campoo, y desde ella se tienen buenas vistas panorámicas sobre todo el valle de Polaciones, con los Picos de Europa al fondo.
- Pico Tres Mares (2175 m), es el pico más elevado de la sierra del Cordel, y marca su extremo occidental; se encuentra en el límite entre Hermandad de Campoo de Suso y Polaciones. A su cima se asciende con cierta facilidad desde Campoo, pues se llega en verano por carretera hasta casi los dos mil metros. Tiene buenas panorámicas en todas direcciones. Es el punto más alto del municipio.

De la sierra de Peña Sagra le corresponden a Polaciones, además, otros picos de menor altitud, como el Cueto Cucón (1956 m, en el extremo occidental, subiéndose desde Callecedo) o el pico Astillas (1491 m, en la vertiente septentrional, subiéndose desde La Lastra en Tudanca).
Otras montañas son las que se encuentran en la zona del valle que queda al este del río Nansa:
- Cuetu o Cueto La Concilla (1922 m), entre Polaciones y Cabuérniga, pudiéndose ascnder con mayor facilidad desde Uznayo o Puente Pumar, aunque también se hace desde los puertos de Sejos.
- Cuetu o Cueto Jelgueras (1745 m), en la divisoria Saja-Nansa y sobre los puertos de Sejos, se puede subir desde Uznayo.
- Cuetu o Cueto Escajos (1517 m), entre Polaciones y Tudanca, pudiéndose ascender desde Puente Pumar o Tudanca.
- Cuetu o Cueto la Jaya (1311 m), sobre el embalse de la Cohílla, a la que puede llegarse desde Puente Pumar.

Prácticamente todo Polaciones supera los 800 metros de altitud y gran parte de sus pueblos están a más de 1000 m s. n. m. Uno de ellos, Cotillos, es el segundo más alto de Cantabria, sólo superado por Candenosa, en Valdeprado del Río. Esta altitud y la orografía montañosa hacen que para llegar a Polaciones sea preciso pasar la estrecha garganta de Bejo o algún puerto de montaña. De los collados de Polaciones cabe mencionar:
- Collado de la Cruz de Cabezuela (1153 m), hacia Liébana y Palencia, entre Salceda y Valdeprado (Pesaguero). Tiene un mirador que permite vistas de los Picos de Europa.
- Collado de las Invernaíllas (1585 m), en la vertiente sur de Peña Sagra, hacia Cabezón de Liébana.
- Collado Pantrieme (1131 m), hacia Tudanca.
- Collado de Sejos (1469 m); desde Uznayo hacia la Mancomunidad Campoo-Cabuérniga.
- Collado de la Fuente del Chivo (1992 m), hacia Hermandad de Campoo de Suso, al que se llega desde Alto Campoo.

### Ríos
El principal río que baña este valle es el Nansa, que nace en este municipio, al pie del pico Tres Mares. Traza este río un desfiladero llamado la Hoz de Bejo, Peña Bejo o Caos de Bejo. Es un punto muy estrecho que se aprovechó para la construcción del más alto embalse del río, el de La Cohílla, para la obtención de energía eléctrica. El embalse reúne las aguas de los diversos arroyos del valle como Collarín, Larraigado, Bedujal o Joaspel. Junto a la presa hay un mirador que permite una vista sobre la garganta del Nansa.
El segundo río en importancia es el Pejanda, afluente del Nansa que nace en la ladera sur de Peña Sagra.

### Geología
Dominan el municipio los conglomerados y las areniscas del Triásico. No obstante, pueden encontrarse ocasionalmente pizarras del Carbonífero. En el pasado hubo aquí glaciares, lo que puede verse en las formas morrénicas que aún se conservan y los valles con el típico perfil en U. El mayor punto de interés geomorfológico es la Turbera del Cuetu la Avellanosa, en explotación, que llega a tener un espesor de turba de cuatro metros. Los restos de pólenes conservados han permitido saber que hace miles de años, había vegetación de pino albar, hoy inexistente en Cantabria. Se accede desde Puente Pumar.

### Flora y fauna
Los elevados montes de Polaciones están poblados de bosques, con especies como el roble (del que destaca el robledal del Cuetu Cucón), el haya (que es la especie principal, destacando el hayedo de Uznayo y Tresabuela), el acebo o los abedules, además de arbustos (genista, retama, arándano). En la zona alta puede verse vegetación subalpina (enebros, escaramujos, griñoleras). En los declives y llanuras hay praderas y tierras de labor.
En estos montes pueden encontrarse lobos, rebecos, venados, corzos y el oso pardo, además de jabalíes. Dentro de las aves, cabe mencionar el buitre leonado y el águila real. Varias de estas especies están protegidas y su caza se encuentra prohibida. Las que sí son cinegéticas pueden cazarse en alguno de los tres lotes de caza mayor de la Reserva del Saja, de la que Polaciones forma parte: 
- Lote Bárcena y Verdugal, que afecta a Lombraña, Salceda y Tresabuela.
- Lote Casal Este, en Uznayo.
- Lote Casal Norte o Lote Robledo, en Belmonte y San Mamés.

### Rutas
Esta agreste naturaleza permite la práctica de deportes de montaña como el senderismo. El ecomuseo Saja-Nansa publicó dos guías, una de las cuales, llamada Los Caminos del Ecomuseo, contiene una serie de itinerarios, algunos de los cuales tienen comienzo o fin en este municipio de Polaciones, así:
- Dentro de los llamados El Valle del Nansa están: Pesués-La Cruz de Cabezuela, Cosío-Pejanda, San Mamés-La Cruz de Cabezuela y Puente Pumar-La Cruz de Cabezuela.
- En el grupo dedicado a Los Puertos de Sejos: Uznayo-Collado de Rumaceo y Puente Pumar-Pozo del Amo.

### Transporte
Decía el Diccionario de Madoz, a mediados del siglo XIX, que Polaciones tenía sólo dos salidas: una que se dirigía por el Oeste hacia Castilla la Vieja, y otra por el Norte, intransitable, pues no hay más espacio que el que ocupa el río por la garganta que forman las «Peñas de Vejo»; mencionaba una tercera comunicación, desde "Cervera del Río Pisuerga", que se hallaba en muy mal estado y casi interceptada durante el invierno por las nieves. Esas tres siguen siendo las tres vías de comunicación que tiene actualmente el municipio. Por un lado, hacia el sur del municipio se sube al Puerto de Piedrasluengas, desde donde, hacia el Oeste, continúa la carretera a Liébana, en concreto a Pesaguero. Esta misma carretera, si sigue hacia el sur para superar el Puerto, ya en Palencia, lleva hasta Cervera de Pisuerga. Finalmente, lo que era en el siglo XIX un camino intransitable, debido al encajonado desfiladero llamado Hoz de Bejo, Peña Bejo o Caos de Bejo, es actualmente la principal vía de acceso al valle de Polaciones. Se trata de la CA-281, una carretera autonómica sinuosa que baja por Tudanca hasta Puentenansa y que tiene continuación hasta la costa occidental de Cantabria. Es, no obstante, una carretera de montaña que en alguna ocasión puede sufrir incomunicación por temporales de nieve o por argayos, habiendo ocurrido el último a finales del año 2005, con la caída de una enorme roca que interrumpió el tránsito de vehículos durante meses. Para evitarlo, actualmente (2008) se encuentra en obras de mejora el tramo de carretera desde Puentenansa hasta La Laguna, junto al embalse de La Cohilla. De esta manera se prevé que este valle de Polaciones quede bien comunicado con el resto de municipios de la comarca de Saja-Nansa y la Autovía del Cantábrico. Está previsto que las obras acaben en febrero de 2009.

## Economía
Es un municipio dedicado tradicionalmente a la ganadería vacuna de abasto, en particular de la raza tudanca, aunque también con la pardo-alpina. Puede verse igualmente en las praderías de Polaciones ganado caballar sin estabular. Existe igualmente el sector del turismo rural, que va cobrando importancia, gracias al interés paisajístico y natural del municipio. Actualmente un 25 % de la población activa se dedica al sector primario, siendo en cambio lo más habitual la dedicación al sector terciario, ya que más de la mitad de la población activa se dedica a él. A la industria se dedica un 14 % y a la construcción un 9 %. Hay una presencia testimonial de la artesanía de madera.

## Demografía
Polaciones cuenta con una población de 202 habitantes (INE 2024).
| Gráfica de evolución demográfica de Polaciones entre 1842 y 2021                                                    |
| |
| Población de derecho según los censos de población del INE Población de hecho según los censos de población del INE |

Polaciones es el cuarto municipio menos poblado de toda Cantabria (ver tabla). Con 251 habitantes en el año 2006, de los cuales 163 son varones y 88 mujeres, la tendencia demográfica es hacia el despoblamiento y al envejecimiento.

## Administración y política

### Gobierno municipal
| Partido político                         | 2023  | 2023     | 2023       | 2019  | 2019  | 2019       | 2015  | 2015  | 2015       | 2011  | 2011  | 2011       | 2007  | 2007  | 2007       | 2003  | 2003  | 2003       |
| Partido político                         | Votos | %        | Concejales | Votos | %     | Concejales | Votos | %     | Concejales | Votos | %     | Concejales | Votos | %     | Concejales | Votos | %     | Concejales |
| Partido Popular (PP)                     | 101   | No disp. | 4          | 109   | 61,93 | 4          | 57    | 37,50 | 1          | 66    | 33,67 | 1          | 67    | 26,80 | 2          | 55    | 24,23 | 2          |
| Partido Regionalista de Cantabria (PRC)  | 43    | No disp. | 1          | 61    | 34,65 | 1          | 84    | 55,26 | 4          | 116   | 59,18 | 4          | 170   | 68,00 | 5          | 153   | 67,40 | 5          |
| Partido Socialista Obrero Español (PSOE) | 10    | No disp. | 0          | 4     | 2,27  | 0          | 8     | 5,26  | 0          | 4     | 2,04  | 0          | 10    | 4,00  | 0          | 18    | 7,93  | 0          |

### Organización territorial

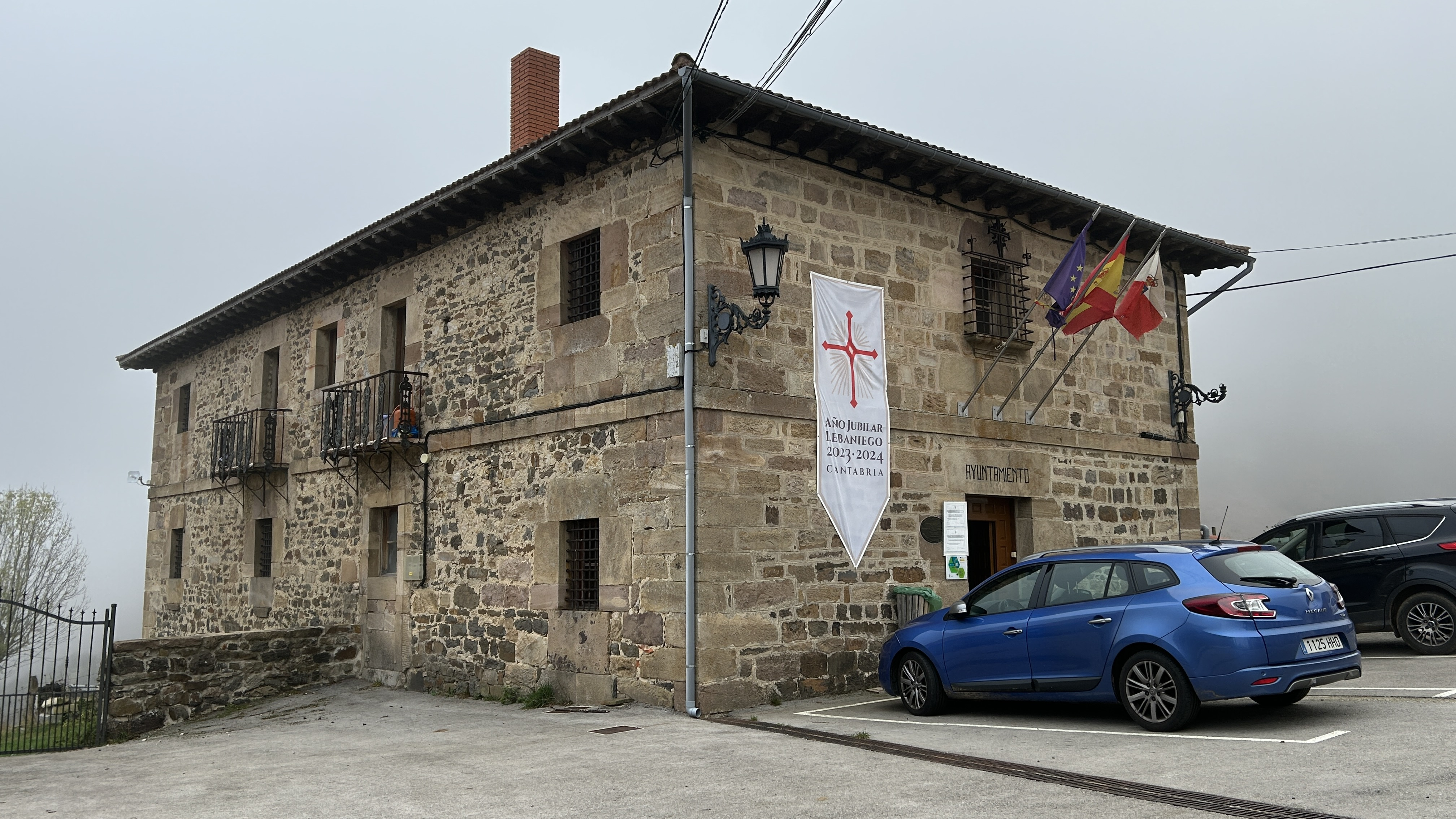
Ayuntamiento de Polaciones

El valle de Polaciones consta de nueve pueblos y tres núcleos de población más pequeños, con los datos de población de 2024:
- Belmonte, 14 hab.
- Callecedo, 11 hab.
- Cotillos, 4 hab.
- La Laguna, 10 hab.
- Lombraña (Capital), 14 hab.
- Pejanda, 13 hab.
- Puente Pumar, 27 hab.
- Salceda, 11 hab.
- San Mamés, 11 hab.
- Santa Eulalia, 11 hab.
- Tresabuela, 27 hab.
- Uznayo, 49 hab.

## Cultura
Cuenta con un Bien protegido: 
- Casa de La Cotera en Lombraña, incluida en el Inventario General del Patrimonio Cultural de Cantabria.

Son los elementos más destacados del patrimonio monumental del municipio, pero existen otros.

### Patrimonio arqueológico
- Menhires de Sejos, datados en la Edad del Bronce (hacia el año 2500 a. C.). Desde Uznayo puede subirse al collado de Sejos, límite con la Mancomunidad Campoo-Cabuérniga, donde se conserva este que es uno de los más importantes restos de la cultura megalítica en Cantabria. Se trata de un círculo de piedras que en el pasado formaron un crómlech; una de ellas, a la que por estar de pie llamaban Piedra Jincá (piedra hincada) marcó secularmente el límite entre Polaciones y la Mancomunidad. En dos de ellas pueden verse grabados antropomorfos parecidos a los del ídolo de Peña Tú, en Asturias, uno de ellos con un puñal de forma campaniforme. Se puede acceder a pie, a través de una pista forestal. Ángel de los Ríos y Ríos excavó el lugar en 1854, habiéndose realizado nuevas investigaciones a partir de los años 1970.
- Yacimiento del castro de Santa Eulalia, que data de los siglos VIII-IX. Se trata de los restos de una fortificación altomedieval.

### Patrimonio civil
Además de la ya mencionada Casa de La Cotera en Lombraña, cabe mencionar: 
- Casa de los Coroneles, en Puente Pumar, del siglo XVIII, de estilo barroco montañés. Tiene blasón.
- Casona Rectoral, en Puente Pumar, del siglo XVIII, estilo barroco montañés. También se la conoce como Casa del Arzobispo o de la Coronela. Restaurada en 2001.
- Casa de los Montes Caloca, o casa del Virrey, en San Mamés, que cuenta con una capilla.

Igualmente, hay que mencionar la arquitectura popular, puesto que el aislamiento y altitud de la zona ha hecho que se conserven las construcciones tradicionales.

### Patrimonio religioso
- Ermita de Pejanda de Nuestra Señora la Virgen de la Luz, patrona de Polaciones.

De la Edad Media:
- Iglesia de Santa Cruz (o San Sebastián), en Lombraña, restos románicos en la espadaña y en una ventana de medio punto con capiteles muy rústicos. El resto es de los siglos XVI-XVII.

De la Edad Moderna:
- Iglesia de Santa Eulalia, siglo XVI con elementos góticos.
- Iglesia de San Cosme y San Damián, en Uznayo, siglo XVII, barroco montañés, con ábside poligonal.
- Iglesia de San Ignacio de Loyola, en Tresabuela, siglo XVII.
- Iglesia de San Mamés y San Cayetano, en San Mamés, siglo XVII.
- Iglesia de Belmonte, siglo XVIII.
- Iglesia de la Natividad de Nuestra Señora, en Puente Pumar, siglo XVIII, tiene una esbelta torre.
- Iglesia de Nuestra Señora de la Sierra, en Salceda, siglo XVIII, conserva una laude altomedival con cruz.
- Humilladero de Uznayo, siglo XVIII, con relieve en piedra de las ánimas del Purgatorio.

Las iglesias de Lombraña, Tresabuela y San Mamés están en fase de rehabilitación.

### Fiestas

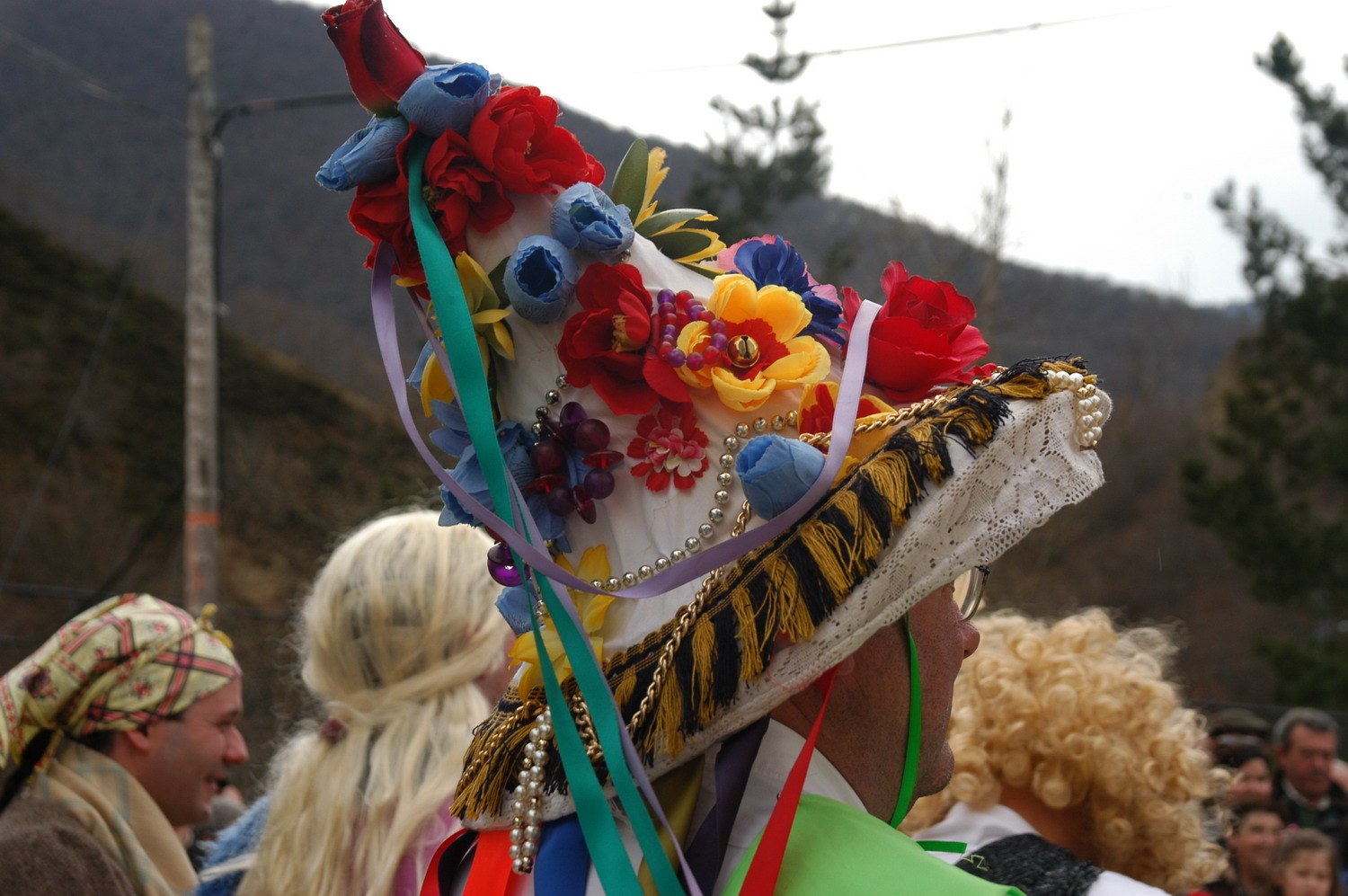
Carnaval de los Zamarrones
En Polaciones se celebra anualmente el carnaval de Zamarrones, un festival carnavalesco que tiene similitudes con otros carnavales de la región, como La Vijanera. Es una de las fiestas más importantes del municipio de Polaciones, por su interés cultural. Se celebra todos los años el fin de semana posterior al miércoles de ceniza. El origen de esta celebración se remonta a la época romana y tenía una finalidad purificadora.
El sábado es el día grande, en el que las comparsas recorren todos los pueblos del valle de Polaciones, vestidos con unos espectaculares trajes persiguiendo a las mozas para aplicarlas el sabaneo (salpicar a las mozas de barro y agua con una piel o saco atado a un largo palo denominado zamárganu). Sobre las 13:00 en la localidad de Pejanda tiene lugar la elección del Zamarrón de Honor.
Certamen de Rabel. El Encuentru
Otro acontecimiento folclórico de interés es el encuentro de rabelistas que se celebra en febrero o marzo desde 1986 cerca de la ermita de la Virgen de la Luz, en Pejanda. Habitualmente cada año se realiza también la foto oficial de purriegos y amigos, desde el bar del pueblo.
Además de este encuentro de profesionales y aficionados al instrumento típico de Polaciones, el rabel, a lo largo del año se realizan otros eventos relacionados con el folclore regional, como los conciertos de grupos de la provincia o recitales de pandereta.
Ferias ganaderas
El principal acontecimiento anual se celebra el 2 de septiembre, en la feria de San Antolín en La Laguna. En esta feria se reúnen centenares de cabezas de ganado vacuno y caballar y se concentran ganaderos de las provincial limítrofes, especialmente de Palencia y Asturias.
Otras fiestas son:
- 20 de enero, San Sebastián, en Lombraña.
- 12 de febrero, Santa Eulalia, en la localidad homónima.
- 24 de junio, San Juan Bautista, en Pejanda.
- 22 de julio, Santa María Magdalena, en Belmonte.
- 25 de julio, Santiago, en Salceda.
- 31 de julio, San Ignacio, en Tresabuela.
- 7 de agosto, San Cayetano y San Mamés, en San Mamés.
- 8 de septiembre, Nuestra Señora, en Puente Pumar.
- 27 de septiembre, San Cosme y San Damián, en Uznayo, popularmente conocida como Los Mártires.
- 29 de septiembre, San Miguel, en Cotillos.

## Personas destacadas
- Francisco Rábago y Noriega, eclesiástico del siglo XVIII
- Toribio Montes Caloca, militar del siglo XVIII
- Miguel Ángel Revilla, 16 años Presidente de Cantabria entre 2003 y 2011, y entre 2015 y 2023, fundador del PRC y ADIC e impulsor de Cantabria como CA (1943)
- Pedro Madrid, rabelista (1923-1997)